# Dead Trigger
Dead Trigger — мобильная игра в жанре зомби-шутера от первого лица, разработанная и изданная компанией Madfinger Games. Игра была выпущена в июне 2012 года для мобильных устройств iOS и Android, и в неё может играть только один игрок. Сиквел под названием Dead Trigger 2 был выпущен в 2013 году.

## Игровой процесс
Игра начинается с экрана где изображена карта, где игрок может выбрать доступные в данный момент миссии или получить доступ к игровым функциям, включая магазин, казино и арену. Всегда доступны несколько общих миссий, а также сюжетные миссии. Кроме того, игрок может сыграть ежедневную миссию каждый день за небольшой золотой бонус.
Dead Trigger включает в себя две формы валюты: деньги и золото. Деньги зарабатываются в миссиях, убивая зомби и выполняя задания. Золото можно заработать в ежедневных миссиях и игрок получает небольшое количество золота при каждом повышении уровня. Тем не менее, получение золота таким способом занимает очень много времени, игрок может покупать золото за реальные деньги или зарабатывать золото, загружая другие приложения.
Деньги и золото можно использовать для покупки оружия, снаряжения и улучшения персонажа. Оружие в основном основано на реальном огнестрельном оружии, таком как Colt M1911A1 и AK-47 . Dead Trigger предлагает пистолеты, винтовки, дробовики, пулеметы и оружие ближнего боя. Предметы включают в себя аптечки и сторожевые башни. Улучшения персонажа включают в себя дополнительные ячейки для предметов и здоровье.
Dead Trigger предлагает базовую систему уровней, где игрок набирает очки опыта и может повышать свой уровень, но повышение уровня открывает только новое оружие и предметы в магазине.
Все миссии делятся на несколько основных, таких как защита дверей или убийство определённого количества зомби. Существует ограниченное количество локаций, которые часто используются как в сюжетных, так и в случайных миссиях. Другим игровым режимом является арена, которая представляет собой режим выживания на основе волн.

## Сюжет
Действие игры разворачивается в мире, где чума убила миллиарды людей, а многие другие превратились в опасных существ. Другая часть человечества отчаянно пытается выжить в этом мире. Кайл, главный герой игры, встречает группу выживших во главе с Джулианом Лассанем, которая создала колонию, известную как Новая Надежда. Он присоединяется к ним и помогает им выжить. Группа также находит подземный бункер и медленно обыскивает его этаж за этажом. В конце концов они узнают, что чума была спланирована богатой группой. Сюжет заканчивается, когда Джулиан и Кайл решают пойти за ними.

## Выпуск
Игру выпустили на iOS как платное приложение, а затем была добавлена как платное приложение на Android. Разработчики в конечном итоге решили переключиться на free-to-play, поддерживаемую покупками в приложении из-за высокого пиратства.

## Оценки и мнения
| Сводный рейтинг    | Сводный рейтинг |
| Агрегатор          | Оценка          |
| ------------------ | --------------- |
| Metacritic         | 70/100          |
| Иноязычные издания |                 |
| Издание            | Оценка          |
| TouchArcade        | [ 3 ]           |

Согласно Metacritic, игра получила средний балл в 70 баллов из 100, основанных на 15 отзывах. CNET дал Dead Trigger 8,7 из 10, высоко оценивая многие элементы игрового процесса, но критикуя время, необходимое для сбора золота без использования покупок в приложении. Мододжо оценил Dead Trigger в 4,5 из 5, высоко оценивая графику и игровой процесс игры, но отмечая отсутствие разнообразия по ходу игры.

## Сиквел
Во время пресс-конференции NVIDIA CES 2013 был объявлено о разработке Dead Trigger 2, который использовался в качестве технологической демонстрации для демонстрации возможностей предстоящей Tegra 4. На пресс-конференции было показано короткое игровое видео с участием босса. Dead Trigger 2 был выпущен 23 октября 2013 года. Dead Trigger 2 имеет более 100 миллионов загрузок[когда?][значимость факта?].

## Экранизация
Писатель-режиссёр Майк Кафф получил права на экранизацию игры в 2015 году и начал снимать адаптацию в Мексике в мае 2016 года. В главной роли Дольф Лундгрен и Исайя Вашингтон. Через два дня в съемках Кафф покинул производство и Скотт Windhauser, который переписал сценарий с Дольфом Лундгреном закончил фильм. Madfinger Games отозвали свою поддержку фильма, так как утвержденный сценарий был радикально изменён. Кафф и Мэдфингер больше не участвовали в фильме. Он был выпущен в Соединённых Штатах театрально / VOD Saban Films / Lionsgate 3 мая 2019 года и на DVD / Blu Ray Lionsgate Home Entertainment в июле 2019 года.